# Jón Daði Böðvarsson
Jón Daði Böðvarsson (* 25. Mai 1992 in Selfoss) ist ein isländischer Fußballspieler. Seine Position ist die des Stürmers, bevorzugt auf dem rechten Flügel. Er steht seit Oktober 2024 beim AFC Wrexham unter Vertrag.

## Karriere

### Verein
Jón Daði Böðvarsson begann seine Profikarriere zur Saison 2010/11 in der heimischen Pepsideild, der höchsten isländischen Fußballliga, beim UMF Selfoss. Nach einer viermonatigen Leihe zur U-19 Mannschaft des dänischen Erstligisten Aarhus GF 2011 kehrte der Stürmer zum mittlerweile abgestiegenen UMF Selfoss nach Island zurück und war mit sieben Treffern maßgeblich am Wiederaufstieg beteiligt. Nach einer weiteren Saison in Island mit weiteren 7 Treffern wechselte er 2013 zum norwegischen Erstligisten Viking Stavanger. Dort konnte er in insgesamt 92 Ligapartien 23 Treffer erzielen.
Bereits am 17. Juni 2015 verpflichtete der deutsche Zweitligist 1. FC Kaiserslautern den Isländer. Da Stavanger jedoch nicht auf das Angebot zu einem sofortigen Wechsel einging, erfolgte der Wechsel erst zum 1. Januar 2016. Jón Daði Böðvarsson unterschrieb einen bis Juni 2018 datierten Vertrag. Dort kam er beim 2:2 gegen den 1. FC Union Berlin am 5. Februar 2016 (20. Spieltag) zu seinem ersten Einsatz in der zweiten Bundesliga. Sein erstes Tor für Kaiserslautern erzielte er am 4. März 2016 (25. Spieltag) bei der 1:2-Auswärtsniederlage gegen den 1. FC Nürnberg.
Schon nach einem halben Jahr verließ er den FCK und schloss sich dem englischen Zweitligisten Wolverhampton Wanderers an. Dort erhielt er einen Vertrag bis zum 30. Juni 2019. In seinem ersten Spiel für Wolverhampton am 1. Spieltag der Saison 2016/17 erzielte er gegen Rotherham United auch sein erstes Tor zum 2:2-Endstand. Zur Saison 2017/18 wechselte er zum Ligakonkurrenten FC Reading. Dort debütierte er am 1. Spieltag gegen die Queens Park Rangers und erzielte beim 2:0-Sieg gegen Birmingham City am 26. August 2017 (5. Spieltag) sein erstes Tor für Reading. Es folgten weitere Stationen beim Zweitligisten FC Millwall sowie den Bolton Wanderers in der drittklassigen EFL League One. Seit Oktober 2024 steht er beim Ligarivalen AFC Wrexham unter Vertrag.

### Nationalmannschaft
Jón Daði Böðvarsson debütierte am 14. Juni 2009 für die U-19-Auswahl Islands bei der 2:0-Niederlage gegen die walisische U-19 Nationalmannschaft. Für die isländische U-21-Mannschaft debütierte er am 10. November 2011 bei der 5:0-Niederlage gegen England. Fast genau ein Jahr später, am 14. November 2012, absolvierte Jón Daði Böðvarsson seine ersten Minuten für die Isländische A-Mannschaft, als er im Freundschaftsspiel gegen die Andorranische Fußballnationalmannschaft in der 80. Minute für Matthías Vilhjálmsson eingewechselt wurde. Sein erstes Tor für die A-Nationalmannschaft Islands erzielte er am 9. September 2014 im Qualifikationsspiel für die EM 2016 beim 3:0-Sieg gegen die Türkei.
Bei der Fußball-Europameisterschaft 2016 in Frankreich wurde er in das Aufgebot Islands aufgenommen. Er war Stammspieler und bestritt alle fünf Partien im Turnier in der ersten Elf. Im letzten Gruppenspiel erzielte er das zwischenzeitliche 1:0 beim 2:1-Sieg gegen Österreich am 22. Juni 2016, der Island den Einzug in das Achtelfinale sicherte. Als EM-Neuling kam Island bis ins Viertelfinale, wo es gegen den Gastgeber Frankreich ausschied.
Zudem stand er im isländischen Kader für die Weltmeisterschaft 2018 in Russland, bei der Island zum ersten Mal an einer Weltmeisterschaftsendrunde teilnehmen konnte. Island schied nach einem Unentschieden gegen Argentinien und Niederlagen gegen Nigeria und Kroatien als Letzter der Gruppe D noch in der Vorrunde aus; Jón Daði Böðvarsson kam nur gegen Nigeria zum Einsatz. Bis zu seinem letzten Einsatz im März 2022 absolvierte der Stürmer 63 Partien und erzielte dabei vier Treffer.